# Pseudepipona djarabubensis
Pseudepipona djarabubensis är en stekelart som först beskrevs av Schulthess.  Pseudepipona djarabubensis ingår i släktet Pseudepipona och familjen Eumenidae. Inga underarter finns listade i Catalogue of Life.